# Bruce Rioch
Bruce David Rioch (né le 6 septembre 1947 à Aldershot) est un joueur et entraîneur de football britannique. Rioch a joué 24 matchs pour l'équipe d'Écosse de football (son père est né en Écosse), il devint ainsi le premier capitaine de cette sélection né en Angleterre. Son fils, Gregor, est lui aussi un ancien joueur professionnel aujourd'hui entraîneur.

## Carrière de joueur
Après un déménagement à Luton à l'âge de 14 ans, Rioch rejoint le club de la ville, Luton Town. Il y fait ses débuts professionnels en octobre 1964. Titulaire à Luton, il marque 24 buts pour l'équipe qui remporte l'ancien championnat de quatrième division anglaise en 1968. En juillet 1969, il part à Aston Villa pour 100 000 £, un record en seconde division à l'époque. Il participe à la finale de la League Cup 1970 perdue par Aston Villa contre Tottenham Hotspur, 2-0.
En février 1974, il part à Derby County où il remporte l'ancien championnat anglais de première division. En décembre 1976, il rejoint les rangs d'Everton FC avant de retourner à Derby la saison suivante. En désaccord avec son entraîneur de l'époque, il est prêté quelque temps à Birmingham City et à Sheffield United. Il s'exile ensuite aux États-Unis où il rejoint l'équipe des Seattle Sounders. En 1980, il est nommé dans l'équipe type de la North American Soccer League. En octobre 1980, il rentre en Angleterre pour jouer à Torquay United comme joueur-entraîneur.

## Carrière d'entraîneur

### Torquay United
En juillet 1982, Rioch devient joueur-entraîneur de Torquay United mais quitte l'équipe après une dispute en entraînement avec Colin Anderson. En février 1985, après 13 mois de chômage, il est contacté par le FC Seattle mais rejoint l'Angleterre 6 mois plus tard. 

### Middlesbrough
Il est engagé par Middlesbrough en février 1986. En 1987, Boro est promu en seconde division. L'année suivante l'équipe monte en première division. Elle est de nouveau reléguée en seconde division lors de la dernière journée de la saison 1988-89. Il est renvoyé en mars 1989. 

### Bolton Wanderers
Après un passage à Millwall, Rioch prend le poste d'entraîneur des Bolton Wanderers en mai 1992. La première saison Bolton termine second de la Division Two et est promu en Division One. Deux saisons plus tard, Bolton atteint la finale de la League Cup et se fait battre par Liverpool FC. Bolton bat ensuite Reading dans les playoffs de division one pour atteindre la Premier League. Cette précieuse victoire est la dernière sous la direction de Rioch qui accepte quelques semaines l'offre des londoniens d'Arsenal FC. 

### Arsenal
Rioch ne reste qu'une saison à Arsenal. Lors de cette saison 1995-1996, Arsenal finit cinquième du championnat et atteint les demi-finales de la League Cup et est éliminé de la Coupe d'Angleterre dès le troisième tour. 
Juste avant la reprise, Rioch entre en désaccord avec les dirigeants du club au sujet du budget des transferts et quitte les Gunners.

### Queens Park Rangers
Après son départ d'Arsenal, Bruce Rioch rejoint les rangs de Queens Park Rangers où il devient l'assistant de Stewart Houston, lui-même son assistant à Arsenal.

### Norwich City
En mai 1998, Rioch obtient le poste d'entraîneur de Norwich City. Il rencontre de nouvelles difficultés, Norwich n'atteint pas la promotion en première division tant espérée. Il démissionne au bout de deux saisons, se plaignant en autres du manque d'ambitions et de moyens financiers du club. 

### Odense
Après un bref passage à Wigan Athletic, Rioch est pressenti dans de nombreux clubs mais reste quatre ans sans activité. En juin 2005, il s'engage pour le club danois d'OB Odense. Il conduit le club à la troisième place du championnat dès sa première saison mais, sa femme malade, il décide de se retirer du banc.